# Велоспорт на Всеафриканских играх 1999
Велоспорт на Всеафриканских играх 1999.

## Обзор
Соревнования прошли в середине сентября 1999 года в Йоханнесбурге, ЮАР. Программа Игр включала только дисциплины шоссейного велоспорта — групповую гонку и индивидуальную гонку с раздельным стартом. Было разыграно два комплекта медалей. Все среди мужчин.
По сравнению с предыдущими Играми в программе соревнований отсутствовала командная гонка с раздельным стартом.
Всего медали завоевали представители двух стран. Хозяева Игр взяли пять из шести возможных медалей. 

## Медалисты

### Шоссе

#### Мужчины
| Дисциплина                                | Золото                 | Серебро              | Бронза                  |
| ----------------------------------------- | ---------------------- | -------------------- | ----------------------- |
| Групповая гонка                           | Тиаан Каннемейер ЮАР   | Малькольм Ланге ЮАР  | Жак Фуллар ЮАР          |
| Индивидуальная гонка с раздельным стартом | Джеймс Льюис Перри ЮАР | Тиаан Каннемейер ЮАР | Дэвид Дикенсон Зимбабве |

## Медальный зачёт
*   Принимающая страна (ЮАР)
| Место          | Страна         | Золото | Серебро | Бронза | Всего |
| -------------- | -------------- | ------ | ------- | ------ | ----- |
| 1              | ЮАР*           | 2      | 2       | 1      | 5     |
| 2              | Зимбабве       | 0      | 0       | 1      | 1     |
| Всего стран: 2 | Всего стран: 2 | 2      | 2       | 2      | 6     |